# 韋茲伯勒 (佛羅里達州)
韋茲伯勒（英語：Wadesboro）是位於美國佛羅里達州萊昂縣的一個非建制地區。該地的面積和人口皆未知。

## 地理
韋茲伯勒的座標為30°3′19″N 84°03′57″W / 30.05528°N 84.06583°W，而該地的平均海拔高度為36米（即118英尺）。